# Касумова, Сунбул Касум кызы
Сунбул Касум кызы Касумова (азерб. Sünbül Qasım qızı Qasımova; род. 1961, Ханларский район) — советская азербайджанская доярка. Депутат Верховного Совета СССР 11-го созыва (1984—1989).

## Биография
Родилась в 1961 году в селе Кырыхлы Ханларского района Азербайджанской ССР (ныне село в Гёйгёльском районе).
С 1976 года — доярка колхоза имени Самеда Вургуна Ханларского района республики.
Достигла высоких результатов при выполнении плана по производству сельскохозяйственной продукции одиннадцатой (1981—1985) и двенадцатой (1986—1990) пятилеток. Оказывала должный уход за животными, использовала в работе передовую зоотехническую методику. Сама подготавливала рацион для скота, перебирала его, извлекая гнилые части и посторонние предметы, включала в него пищевые добавки, уделяла внимание высокой доле протеина в корме и его обеспечивала его разнообразие: так в корме преобладали силос, корнеплоды и сенаж. Применяла зоотехнические приёмы при составлении графика доения: для обеспечения лучшей лактации в новом периоде, давала скоту 40 дней на отдых перед отёлом; откладывала осеменение коров в наиболее плодотворные для получения молока месяцы, доводя количество дней доения до 300 в году. Стала инициатором машинного доения в колхоза, при собственно доении хорошо обращалась со скотом, в зимние месяцы нагревала стаканы доильного аппарата в горячей воде. Успешно следила за состоянием животных, часто прибегала к помощи ветеринаров для поддержки их здоровья. За счёт применения вышеназванной технологии добивалась высоких результатов, план одиннадцатой пятилетки выполнила за 4 года, за 1984 года надоила 105,5 тонн молока, в 1984 году получила рекордный в районе показатель надоев — 4795 килограмм молока с каждой коровы. В последующие годы продолжала получать высокие надои до 5000 кг, а в 1986 году, взяв обязательство надоить 5200 кг молока с каждой коровы, успешно его выполнила. Подготавливала молодых доярок, делясь секретами получения высоких надоев.
Активно участвовала в общественно-политической жизни республики и Советского Союза, с 1982 года состояла в КПСС, выдвинута делегатом на XXVII съезд КПСС (1986) и XIX Всесоюзную партийную конференцию (1988), избиралась членом районного партийного комитета и ЦК ЛКСМ Азербайджана. Избиралась депутатом местных советов. В 1984 году избрана депутатом Совета Национальностей Верховного Совета СССР 11-го созыва от Касум-Исмаиловского избирательного округа № 209. В 1989 году баллотировалась от этого же округа в народные депутаты СССР, однако проиграла в предвыборной гонке другой доярке — Гюллю Алиевой.
Проживает в родном селе Кырыхлы Гёйгёльского района.